# Station Końskie
Station Końskie is een spoorwegstation in de Poolse plaats Końskie.